# La mejor del colegio
 La mejor del colegio es una película argentina en blanco y negro dirigida por Julio Saraceni sobre guion de Abel Santa Cruz según la obra de Tito Insausti y Arnaldo Malfatti que se estrenó el 18 de junio de 1953 y que tuvo como protagonistas a Lolita Torres, Francisco Álvarez y Alberto Dalbés.

## Sinopsis
Comedia de equívocos en un internado de señoritas que exige a sus profesores estar casados, lo que hace que algunos sólo finjan estarlo

## Reparto
- Lolita Torres: María del Carmen Vallejo / María del Carmen Pérez
- Alberto Dalbés: Doctor Marcelo Carracedo
- Francisco Álvarez: Don Martín (Abuelo)
- María Armand: doña Mercedes (Abuela)
- José Comellas: Gervasio Vallejo (Padre)
- Bertha Moss: Patricia
- Nelly Láinez: Antonia (falsa esposa del Doctor)
- Teresita Pagano: Aurora / Aurora Pérez (amiga de María del Carmen)
- Pedro Pompillo: don Bernardo
- Ramón Garay: inspector Saporiti
- Vicente Rubino: Valentín
- Teresa Blasco: alumna del colegio
- Egle Martin: Nélida
- Roberto Bordoni: gerente de Hotel
- Arsenio Perdiguero: dueño de la Casilla de Correo 150

## Comentario
Para Manrupe y Portela es un filme "light, arbitrario, rosa. Tal vez el título más conocido de la cantante actriz (Lolita Torres)"

## Premio
Por este filme la Academia de Artes y Ciencias Cinematográficas de la Argentina otorgó el premio Cóndor Académico a la mejor adaptación de 1953 a Abel Santa Cruz.	